# Daniel Niculae
Daniel Niculae (Bucarest, Rumanía, 6 de octubre de 1982) es un futbolista rumano. Juega de delantero.

## Biografía
Niculae empezó su carrera futbolística en las categorías inferiores de un equipo de su ciudad natal, el Rapid de Bucarest. En la temporada 00-01 pasa a formar parte de la primera plantilla del club, pero no debutará en Liga I hasta el 16 de mayo de 2001 en un partido contra el Steaua, siendo ese partido el único que jugó en toda la campaña.
Al año siguiente, ante la falta de oportunidades, su club decide cederlo al Electromagnética Bucureşti para que disfrute de minutos, aunque finalmente Niculae tampoco juega en exceso.
A su regreso al Rapid no juega mucho, pero conquista una Copa y una Supercopa de Rumanía y se estrena como goleador en liga. En la temporada siguiente su equipo se proclama campeón de Liga. 
En la temporada 04-05 Daniel Niculae marca 14 goles en liga, convirtiéndose en el máximo goleador del campeonato. Esos 14 goles suponen el tercer máximo registro anotador en la historia de la Liga I. En la temporada siguiente Niculae realiza un excelente papel en la Copa de la UEFA, donde marca 8 goles ayudando a su equipo a llegar a cuartos de final, donde fue eliminado en favor de su eterno rival, el Steaua de Bucarest. Además se proclama de nuevo campeón de la Copa de Rumania. 
Al año siguiente ficha por su actual club, el AJ Auxerre francés, equipo que tuvo que desembolsar 3,3 millones de euros para poder hacerse con sus servicios. Su debut en la Ligue 1 se produjo el 5 de agosto en un partido contra el Valenciennes FC con resultado de empate a uno.

## Selección nacional
Ha sido internacional con la Selección de fútbol de Rumania en 32 ocasiones. Su debut como internacional se produjo el 20 de agosto de 2003 en el partido Ucrania 0 - 2 Rumania. Anotó su primer tanto con la camiseta nacional frente a Nigeria.
Fue convocado para participar en la Eurocopa de Austria y Suiza de 2008. En ese campeonato jugó los tres partidos que su selección disputó, dos de ellos como titular.

## Clubes
| Club            | País    | Año       |
| --------------- | ------- | --------- |
| Rapid Bucarest  | Rumania | 2001-2006 |
| AJ Auxerre      | Francia | 2006-2010 |
| AS Monaco       | Francia | 2010-2011 |
| AS Nancy        | Francia | 2011-2012 |
| Kuban Krasnodar | Rusia   | 2012-2014 |
| Rapid Bucarest  | Rumania | 2015-     |

## Títulos
- 1 Liga de Rumania (Rapid de Bucarest, 2003)
- 2 Copas de Rumania (Rapid de Bucarest, 2002 y 2006)
- 2 Supercopas de Rumania (Rapid de Bucarest, 2002 y 2003)
- Máximo goleador de la Liga I (14 goles, temporada 04-05)